# Замок Гаррі Ейвері
Замок Гаррі Ейвері (англ. Harry Avery's Castle) — один із замків Ірландії, розташований в графстві Тірон, стоїть на північному заході від міста Ньютаунстюарт, Північна Ірландія. Цей замок є рідкісним прикладом замку вождя ірландського клану, хоча про історію цього замку мало що відомо. Замок пов'язують з ірландський вождем клану О'Ніл Генрі Аврейдом О'Нейллом (ірл. — Henry Aimhréidh O'Neill) (пом. 1392). Англоїзоване ім'я цього вождя — Гаррі Ейвері. Замок стоїть біля землі Нью-Дір-Парк, біля Деррі, району Страбан. Нині замок є пам'яткою історії та архітектури і охороняється законом. Ніні від замку лишилися руїни.

## Історія замку Гаррі Ейвері
Руїни замку стоять на невисокому пагорбі, вершина пагорба має штучний вал для збільшення крутизни схилу. Колись замок був оточений стінами, які стояли на валу, але стіни замку не збереглися.
Нині руїни замку складаються з двоповерхових башт-близнюків з прямокутним фасадом D-подібної форми. Колись ще була споруда між вежами, під вежами є склепінчастий підвал, в кожну вежу є вхід, колись був зал на першому рівні замку, в який не було прямого доступу з двору, а тільки з башт. Південна вежа мала спіральні сходи. У вежах були кімнати з круглими вікнами. Дослідження руїн наводять на думку, що замок будувався за єдиним планом, а не був модифікацією надвратного будинку.
Конструкція замку трохи нагадує замок Елах на Інішовен. Можливо, прикладом для будівничих були норманські замки чи замок Каррікфергус.
Замок згадується в ірландських літописах. Так, «Літопис Чотирьох Майстрів» повідомляє, по смерть володаря замку — Генрі Аврейдома О'Нейлла в день пам'яті святого Брендана в 1392 році. Літопис пише, що Генрі Аврейд О'Нейлл славився своєю справедливістю, благородством, гостинністю.